# Impiallacciatura

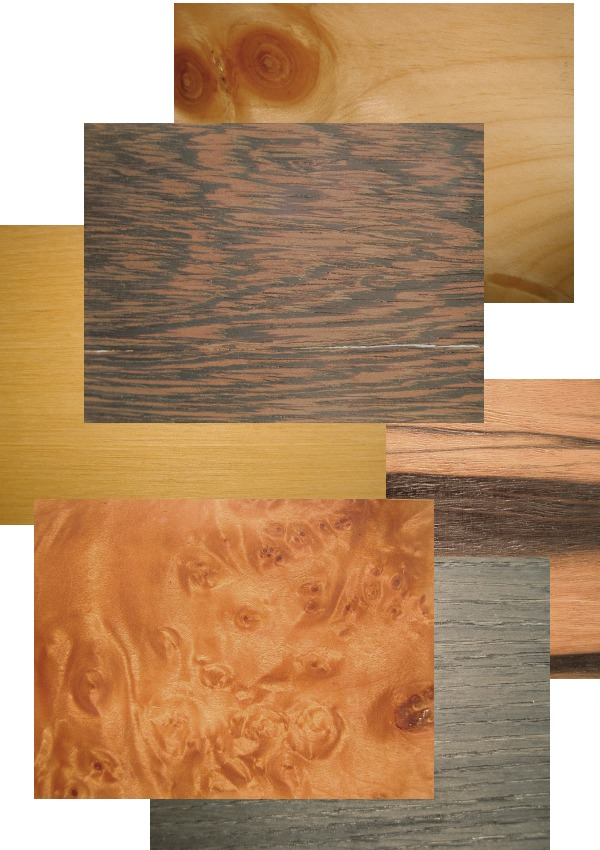
Vari tipi di legno

L'impiallacciatura è un'operazione che viene eseguita in falegnameria e consiste nel ricoprire un legname non pregiato o un pannello con un sottilissimo tranciato di legno detto piallaccio. Nel caso del legno, ne viene usato uno pregiato, lungo la vena o controvena o nella radica dell'albero (radica di Tetraclinis articulata, noce, ulivo, vene di noce, mogano, palissandro, ciliegio e varie tipologie di legni esotici provenienti dall'Africa e dall'America Latina), in modo da dare al prodotto la sembianza di una essenza di grande qualità.
Il termine "impiallacciatura" viene comunemente utilizzato, in modo improprio, per indicare qualsiasi rivestimento di un legno non pregiato, includendo anche quelli effettuati, ad esempio, con resine melamminiche (pannelli nobilitati) o tranciato di legno.

## Storia
Questa pratica è stata utilizzata sin dal Rinascimento quando dei mobili in massello di legno poco pregiato venivano ricoperti con uno strato di essenze nobili. Il piallaccio (lastra di legno pregiato) veniva realizzato tagliando il legno in lastre dello spessore di 4/6 millimetri e poi incollato sulla superficie esterna del mobile. Questa tecnica è più propriamente detta lastronatura.  Ciò dava al manufatto un aspetto di grande bellezza.
All'inizio del XIX secolo, con l'introduzione delle macchine, si inizia a sezionare il tronco in fogli dello spessore di pochi decimi di millimetro; anch'essi vengono applicati mediante incollatura alla superficie del legno massello di cui è costituito il mobile. In questo caso il foglio di legno acquista una grande elasticità e può quindi essere applicato anche su superfici curvilinee. Questa tecnica non ha comunque soppiantato la precedente, e lastre più spesse vengono tuttora utilizzate per realizzare mobili di pregio.
Questo elemento può essere usato per valutare l'epoca di costruzione dei mobili, ed evitare l'acquisto di un falso. Esaminando lo spessore dell'impiallacciatura si può conoscere l'epoca di fabbricazione del mobile.

## Lavorazione
Il tranciato di legno viene aggiuntato in modo da ottenere dei pannelli di varie misure e secondo diversi metodi di composizione.
Una caratteristica importante dei piallacci è la simmetria del disegno data dalle venature del tronco da cui è stato ricavato.
Gli abili ebanisti dell'Ottocento riuscivano a realizzare dei veri e propri disegni realizzando così delle opere d'arte. In molte parti del mondo esistono artigiani capaci di realizzare dei disegni utilizzando tranciati di legni di differente colore. Tale arte detta tarsìa è però raramente realizzata a mano libera, ma sempre maggiore è l'utilizzo di macchine da taglio a pantografo, e spesso elettroniche anche a taglio laser. Le scuole di tarsìa tradizionali in Italia sono a Sorrento e a Treviglio, ma in molte zone d'Italia, specie in Toscana e Lazio, ci sono artigiani che effettuano tali lavori anche per conto terzi utilizzando e accoppiando vari legni contrastanti.